# 眩惑のスーパー・ライヴ
『眩惑のスーパー・ライヴ』（げんわくのすーぱー・らいゔ、Seconds Out）は、イギリスのプログレッシブ・ロック・バンド、ジェネシスが1977年に発表した2作目のライブ・アルバム。カリスマ・レコードにより2枚組アルバムとして発売された。ほとんどの曲は同年に行われた静寂の嵐ツアー中のパリ公演を録音したものであるが、唯一『ザ・シネマ・ショウ』はトリック・オブ・ザ・テイルツアー中のパリ公演によるものである。1994年と2009年にはリイシューが行われている。
チャート成績は上々であり、イギリスでは最高4位となったほか、アメリカでは最高47位であった。
ギタリストのスティーヴ・ハケットはこのアルバムのミックス作業中に脱退したため、本作はハケットが参加した最後の作品となった。

## 解説
本作のほとんどすべての音源は、1977年6月11日から14日にかけて行われた、Palais des Sportsでの公演にて収録されたものである。この公演の一部は、フランスのラジオ局RTLにて放送された。『ザ・シネマ・ショウ』については、1976年に行われたトリック・オブ・ザ・テイルツアーのうち、6月23日にPavillion de Parisにて行われた公演の音源が用いられている。このツアーではドラムのサポートにビル・ブルーフォードが参加しており、この公演でも演奏している。『アイ・ノウ・ホワット・アイ・ライク』では、1953年の曲『I Love Paris』が挿入されている。
アルバムのクレジットには、各曲で誰がドラマーを務めたかについての記述がある。クレジットの一部には、「Robbery Assault & Battery – keyboard solo Phil」や「Cinema Show – Bill Bruford, Phil keyboard solo」などの表記が見られるが、これらは曲中のキーボードソロの有無とドラマーの情報が併記されているだけであり、コリンズやブルーフォードらによるキーボードソロが含まれているわけではない点に注意。

## 背景
ヴォーカル兼ドラマーのフィル・コリンズ、キーボーディストのトニー・バンクス、ベーシストのマイク・ラザフォード、ギタリストのスティーヴ・ハケット、そしてサポートメンバーであるドラマーのチェスター・トンプソンの5人構成で行われた静寂の嵐ツアーは7ヶ月に渡って行われ1977年7月に終了した。つづいて、ツアー中の録音素材から、2作目の公式ライブ・アルバムとしてふさわしい音源を選定する作業が開始された。

### ハケットの脱退
1977年10月8日に本作のリリースが発表されると同時に、ハケットの脱退も明らかになった。彼が脱退を決めたのはその2ヶ月前のことであり、ちょうど本作の選曲及びミキシング作業中のことであった。コリンズの回想によれば、ある日のこと、コリンズがスタジオに行く途中車を運転するハケットを見かけ、乗せていってくれと頼んだものの断られたという。バンクスとラザフォードからハケットが脱退したと知らされたのはその後のことであった。ハケットは後年、あのときもしもコリンズが車に乗っていたら、彼は私のことを説得してきただろう、と語っている。

## リリース
本作は1977年10月14日にリリースされた。カリスマ・レコーズは、新聞の見開き広告や、ウィンドウディスプレイ、カラーポスター、全国ラジオでのコマーシャルなど、大規模な販促キャンペーンを実施した。アメリカではアトランティック・レコーズによりリリースされた。

## 批評
| 専門評論家によるレビュー       | 専門評論家によるレビュー |
| レビュー・スコア               | レビュー・スコア         |
| 出典                           | 評価                     |
| ------------------------------ | ------------------------ |
| AllMusic                       | [ 8 ]                    |
| Rolling Stone                  | (average)                |
| Rolling Stone アルバム・ガイド | [ 10 ]                   |
| サウンズ                       | [ 3 ]                    |

『サウンズ』誌のフュー・フィールダーは、5つ星評価にて5つ星を与えた。『メロディ・メイカー』誌記者のクリス・ウェルチとそのアシスタントであるボブ・ギャラガーも同様に高い評価を与えている。『ローリング・ストーン』誌は当時のバンドの姿であるとして本作を評価し、またピーター・ガブリエルの脱退以前よりも「芝居がかった演出は弱まって」おり、「ジャズ・ロックの影響がわずかに加わっている」と付け加えている。
オールミュージックは本作品を振り返って、『トリック・オブ・ザ・テイル』及び『静寂の嵐』収録曲はスタジオ音源を上回るものであり、また「全体を通してコリンズによるボーカルは素晴らし」く、またトンプソンによるドラミングは、「コリンズの最高のプレイングに少なくとも匹敵する」と評価している。その一方でジェネシスの初期作品については、その質は低下しているとし、コリンズによるヴォーカルは「ガブリエルがもつ歌唱表現や繊細さには及ばないものの、近づいてきてはいる」としている。
フー・ファイターズのドラマーだったテイラー・ホーキンスは、本作を「ドラマーとしての聖書の1つ」であるとし、また「好きなドラムの作品の1つ」と述べている。

## リイシュー
1994年にはデジタル・リマスター版が、欧州ではヴァージン・レコーズから、アメリカではアトランティック・レコーズからCD形式でリリースされている。また2009年9月には、ニック・デイヴィスによる新ステレオ版および5.1サラウンド・オーディオ・ミックス版が、ジェネシス・ライヴ1973-2007ボックスに収録されている。このリマスター版では、オリジナルLPに存在していた『ダンス・オン・ア・ヴォルケーノ』と『ロス・エンドス』が1トラックとして扱われているというミスが修正された。2012年11月には2009年のリマスター版をもとにした35周年記念LPがリリースされている。

## 収録曲
別記があるものを除き、作曲・作詞はトニー・バンクス、フィル・コリンズ、ピーター・ガブリエル、スティーヴ・ハケット、マイク・ラザフォード。
| #  | タイトル                                                          | 作詞・作曲             | 時間 |
| -- | ----------------------------------------------------------------- | ---------------------- | ---- |
| 1. | 「スコンク」(Squonk)                                              | ラザフォード、バンクス | 6:41 |
| 2. | 「カーペット・クローラーズ」(The Carpet Crawlers)                 |                        | 5:21 |
| 3. | 「ロベリー、アソールト&バッテリー」(Robbery, Assault and Battery) | バンクス、コリンズ     | 6:02 |
| 4. | 「アフターグロウ」(Afterglow)                                     | バンクス               | 4:26 |

| #  | タイトル                                                                           | 作詞・作曲 | 時間 |
| -- | ---------------------------------------------------------------------------------- | ---------- | ---- |
| 1. | 「ファース・オブ・フィフス」(Firth of Fifth)                                       |            | 8:56 |
| 2. | 「アイ・ノウ・ホワット・アイ・ライク」(I Know What I Like (In Your Wardrobe))      |            | 8:45 |
| 3. | 「ザ・ラム・ライズ・ダウン・オン・ブロードウェイ」(The Lamb Lies Down on Broadway) |            | 4:59 |
| 4. | 「ザ・ミュージカル・ボックス」(The Musical Box)                                    |            | 3:21 |

| #  | タイトル                             | 作詞・作曲 | 時間  |
| -- | ------------------------------------ | ---------- | ----- |
| 1. | 「サパーズ・レディ」(Supper's Ready) |            | 24:41 |

| #  | タイトル                                               | 作詞・作曲                                 | 時間  |
| -- | ------------------------------------------------------ | ------------------------------------------ | ----- |
| 1. | 「ザ・シネマ・ショウ」(The Cinema Show)                |                                            | 10:59 |
| 2. | 「ダンス・オン・ア・ヴォルケーノ」(Dance on a Volcano) | ハケット、ラザフォード、バンクス、コリンズ | 5:09  |
| 3. | 「ロス・エンドス」(Los Endos)                          | ハケット、ラザフォード、バンクス、コリンズ | 6:20  |

## クレジット
本節の情報はアルバムのライナーノーツによる。
ジェネシス
- トニー・バンクス - RMIエレクトラピアノ、ハモンド・オルガン、アープ・プロ・ソロイスト（英語版）、メロトロン400、エピフォン12弦ギター、バック・ヴォーカル
- マイク・ラザフォード - Shergold（英語版）12弦エレキ・ベースダブルネックギター、8弦ベース・ギター、Alvarez（英語版）12弦ギター、モーグ・タウラス・ベースペダル、バック・ヴォーカル
- スティーヴ・ハケット - ギブソン・レスポール、Hokada12弦ギター
- フィル・コリンズ - ヴォーカル、プレミア及びグレッチドラム

及び
- チェスター・トンプソン - パール・ドラム、パーカッション（ただし『ザ・シネマ・ショウ』を除く）
- ビル・ブルーフォード - ラディック及びHeyman（英語版）ドラム（ただし『ザ・シネマ・ショウ』に限る）

制作
- ジェネシス - 制作
- デヴィッド・ヘンツェル - 制作
- ネイル・ロス - 制作補助
- アルマンド・ガッロ（英語版） - スリーブ写真
- ロバート・エリス - スリーブ写真
- グラハム・ウッド - スリーブ写真
- A&Dデザイン - スリーブレイアウト
- フランク・サンソン - アートディレクション
- トニー・スミス（英語版） - マネジメント
- アレックス・シム - マネジメント
- ブライアン・マレー・スミス - マネジメント

## チャート
| チャート (1977年)                     | 最高位 |
| ------------------------------------- | ------ |
| Australian Albums (Kent Music Report) | 74     |
| カナダ (RPM)                          | 41     |
| French Albums (SNEP)                  | 10     |
| オランダ (MegaCharts)                 | 19     |
| ドイツ (Offizielle Top 100)           | 17     |
| Italian Albums (Musica e dischi)      | 7      |
| ニュージーランド (RMNZ)               | 14     |
| スウェーデン (Sverigetopplistan)      | 26     |
| UK アルバムズ (OCC)                   | 4      |
| US Billboard 200                      | 47     |

| チャート (1978年)                  | 順位 |
| ---------------------------------- | ---- |
| German Albums (Offizielle Top 100) | 35   |

## 認定
| 国/地域                                             | 認定 | 認定/売上枚数 |
| --------------------------------------------------- | ---- | ------------- |
| ドイツ（BVMI）                                      | Gold | 250,000^      |
| フランス（SNEP）                                    | Gold | 100,000*      |
| イギリス（BPI）                                     | Gold | 100,000^      |
| *認定のみに基づく売上枚数 ^認定のみに基づく出荷枚数 |      |               |